# 小行星4775
小行星4775（英語：4775 Hansen）是一颗围绕太阳公转的小行星。1927年10月3日，馬克斯·沃夫在海德堡发现了此天体。
这颗小行星的绝对星等为7.82581等。